# Lev Nussimbaum
Lev Abramovitch Nussimbaum, ou Noussimbaum (en russe : Лев Абрамович Нуссимбаум, également Нусенбаум), aussi connu sous son nom de plume Essad Bey (Kiev, 17 octobre 1905 – Positano, Italie, 27 août 1942), est un écrivain et journaliste allemand d'origines juive et ukrainienne. Il aurait également publié sous le pseudonyme Kurban Saïd.

## Biographie
Selon Lev Nussimbaum lui-même, il serait né en octobre 1905 dans un train, bien que les documents de la bibliothèque de Kiev et de la synagogue de Kiev le déclarent né à Kiev. Son père, Abraham Leïbussovitch Nussimbaum, était un juif de Tiflis, sujet de l'Empire russe, natif de Géorgie en 1875, immigrant plus tard à Bakou et investissant dans le pétrole. Sa mère Bassya Davidovna Nussimbaum, selon le certificat de mariage, était une juive de Biélorussie. Elle se suicide le 16 février 1911 à Bakou alors que le jeune Nussimbaum n’avait que cinq ans. Apparemment, elle aurait embrassé la cause socialiste et aurait été impliquée dans le mouvement communiste clandestin. Le père de Nussimbaum engage ensuite Alice Schulte, une femme d’origine allemande, pour être la nurse de son fils.
En 1918, Lev et son père fuient Bakou à cause des massacres qui se déroulent quotidiennement dans les rues. Selon le premier livre d’Essad Bey, que les historiens considèrent comme n’étant pas vraiment fiable, père et fils voyagent à travers le Turkestan et la Perse. Cependant, de cet aventureux périple, il ne reste aucune trace, sauf dans les propres écrits de Nussimbaum. Nussimbaum et son père sont ultérieurement retournés à Bakou, mais quand les bolchéviques ont repris Bakou au printemps 1920, ils fuient de nouveau, cette fois vers la Géorgie où ils sont restés jusqu'à ce que les bolchéviques prennent Tbilissi et Batoumi. Ensuite, ils se sont débrouillés pour monter à bord d’un bateau à destination de Constantinople, où des milliers de réfugiés fuyaient comme eux. Plus tard, Nussimbaum s’installe finalement à Berlin (1921 – 1933), et s’inscrit simultanément au lycée et à l’université Friedrich-Wilhelm (aujourd'hui l'université Humboldt de Berlin. Bien qu'il n’ait jamais obtenu un seul diplômé de ces deux institutions, il racontait aux gens autour de lui qu’il avait une maîtrise.
Après avoir fui les bolchéviks en 1920, à l’âge de 14 ans, ce sont les expériences de vie nombreuses, formatrices et peu communes qui donnent au jeune Nussimbaum un savoir peu commun. En août 1922, à Berlin, il obtient un certificat « prouvant » qu’il s’est converti à l’Islam. En 1926, il adopte le nom de plume d’Essad Bey et commence à écrire pour le prestigieux journal littéraire Die literarische Welt (littéralement : Le Monde littéraire). Au moins 120 articles sont publiés sous ce pseudonyme. Au début des années 1930, Essad Bey est devenu un auteur populaire en Europe de l’Ouest, écrivant principalement sur des sujets historiques et politiques contemporains.  Il se trouve de fait en bonne position dans le milieu compétitif de la littérature européenne, en écrivant sur des sujets concernant l'ancien Empire russe connus des Occidentaux comme le Caucase, l’Empire russe, la Révolution bolchévique qui a permis de découvrir le pétrole et l’Islam.
En politique, il était monarchiste. En 1931, il joint les rangs de la Ligue germano-russe contre le bolchévisme, dont les membres, selon Daniel Lazare, étaient pour la plupart « Nazis ou allaient bientôt le devenir ». Nussimbaum rejoint également le Parti monarchiste social qui préconise la restauration de la dynastie Hohenzollern en Allemagne. Il a en outre des rapports avec le Jeune mouvement russe pré-fasciste, dont le chef est Alexandre Kazembek (en).
En 1932, Essad Bey épouse Erika Loewendahl, la fille du magnat des chaussures, Walter Loewendahl. Le mariage échoue, aboutissant au scandale. Erika s’enfuit avec un collègue de Nussimbaum, René Fülöp-Miller. Les parents d’Erika, fort riches, réussirent finalement à faire annuler le mariage de leur fille avec Lev Nussimbaum (Essad Bey).
En 1938, quand les Allemands occupent l’Autriche, Nussimbaum fuit vers l’Italie et s’installe sur les côtes de la petite station balnéaire de Positano. Il meurt là-bas d’une maladie rare du sang, connue pour toucher les juifs ashkénazes, causant la gangrène des extrémités. C’était probablement la maladie de Buerger, et non pas celle de Raynaud, comme certains l'ont avancé.
Les historiens et les critiques littéraires considèrent que les écrits d'Essad Bey sont à lire avec précaution et même parfois à considérer comme n'étant pas  des sources fiables. Aujourd’hui, les historiens ignorent le plus souvent ses livres et les citent rarement, car ils sont sujets à caution. En outre, la façon dont Essad Bey traite les sujets de ses ouvrages laissaient toujours place à la critique, voire à la polémique. De plus, le fait qu’Essad Bey fut si prolifique sème le doute sur la véritable paternité de ses livres. En effet, il agissait comme un courtier : il falsifiait des manuscrits[réf. nécessaire] qu’il vendait ensuite sous son nom, gagnant ainsi une certaine célébrité. En 1934, son agent le prévient de ralentir son rythme de parution et de prendre une année loin des livres, lui permettant ainsi de paraître moins prolifique. Cette année-là, aucun livre de lui ne paraît en Allemagne – seulement deux nouvelles en polonais.

## Ali et Nino
Le célèbre roman de 1937, Ali et Nino : Une histoire d'amour, que certaines personnes lui attribuent, est devenu un classique de la littérature azerbaïdjanaise. Il existe une controverse concernant l'auteur. De récentes analyses de journaux et d’essais politiques, de nouvelles et de romans de Youssif Vazir Chamanzaminli menées par un journal azeri concluent que Chamanzaminli serait l’auteur véritable de ce roman. Cependant, l'empreinte d’Essad Bey est évidente dans le roman, particulièrement dans les passages folkloriques et légendaires du récit, dont beaucoup d’exemples contiennent des erreurs significatives[réf. nécessaire] qui peuvent être retracées dans de précédentes œuvres d’Essad Bey où se retrouvent les mêmes erreurs. La connaissance du Caucase d’Essad Bey apparaît ainsi plutôt limitée, pour cet auteur ayant quitté la région à 14 ans.

## Carrière littéraire
Malgré le fait que Nussimbaum était un juif ethnique, ses idées politiques monarchistes et antisocialistes sont telles que, bien avant que les autorités aient découvert ses origines hébraïques, le ministère de propagande nazi incluait plusieurs de ses titres dans sa liste « des excellents livres pour former les esprits allemands ». Parmi les œuvres qui lui sont attribuées on compte les premières biographies de Lénine, de Staline, de Nicolas II, de Mahomet et de Reza Chah d’Iran. Toutes ces « biographies » sont prétendument[réf. nécessaire] écrites entre 1932 et 1936. À un moment donné, Nussimbaum est même sollicité pour écrire la biographie officielle de Benito Mussolini. Les œuvres d’Essad Bey, dont beaucoup sont des biographies, sont décriées[réf. nécessaire] à leurs parutions par les intellectuels de gauche européens comme par les intellectuels d'Union soviétique. Elles sont toujours discréditées par la plus grande part des historiens et des critiques littéraires et sont, aujourd’hui, rarement considérées comme des références.

## Œuvres

### Sous le pseudonyme d'Essad Bey
- (de) Blood and Oil in the Orient (1929; réédité par Aran Press en anglais, 1997; réédité par Maurer en allemand, 2008,  (ISBN 978-3-929345-36-0)).
- (de) Der Kaukasus. Seine Berge, Völker und Geschichte(1930) ; réédité par Maurer en allemand, 2008  (ISBN 978-3-929345-37-7))
- (de) Stalin: The Career of a Fanatic (1931) Publié en français sous le titre Staline, traduit par Andhrée Vaillant et Jean R. Kuckenburg, Paris, Gallimard, coll. « Les contemporains vus de près », 1931 (BNF 32083679)
- (de) Mohammed, the Prophet (1932) Publié en français sous le titre Mahomet (571-632), traduit par Jacques Marty et le commandant Lepage, Paris, Payot, coll. « Bibliothèque historique », 1934 (BNF 32083680)
- (de) White Russia: People Without a Homeland (1932) (non traduit en français)
- (de) OGPU: The Plot Against the World (1932)
- (de) Liquid Gold (1933) Publié en français sous le titre L'Épopée du pétrole, Paris, Payot, 1934 (BNF 32083674)
- (de) Russia at the Crossroads (1933) Publié en français sous le titre Histoire du Guépéou. La police secrète de l'U.R.S.S. 1917-1933, traduit par Adrien F. Vochelle, Paris, Payot, coll. « d'études, de documents et de témoignages pour servir à l'histoire de notre temps », 1934 (BNF 32083675)
- (pl) Amour et Pétrole (1934), nouvelle seulement en polonais (non traduit en français)
- (pl) Manuela (1934), nouvelle seulement en polonais (non traduit en français)
- (de) Nicholas II: The Prisoner in Purple (1935) Publié en français sous le titre Devant la Révolution. La Vie et le règne de Nicolas II, traduit par Maurice Ténine, Paris, Payot, coll. « Bibliothèque historique », 1935 (BNF 32083673)
- (it) Lenin 1935, seulement en italien.
- (de) Reza Shah (1936)
- (de) Allah is Great: The Decline and Rise of the Islamic World (1936) (avec Wolfgang von Weisl) au sujet de l’ascendant du roi saoudien Ibn Saoud (1936) Publié en français sous le titre Allah est grand ! Décadence et résurrection du monde islamique, traduit par George Montandon, Paris, Payot, coll. « Bibliothèque historique », 1937 (BNF 32083672)
- (it) End of Bolshevism (1936), qui a été publié seulement en italien, sous le titre de  Giustizia Rossa (La Justice Rouge) (non traduit en français)

### Sous le pseudonyme de Kurban Saïd
Le rôle d’Essad Bey est fortement discuté comme auteur d'Ali et Nino et La Fille de la Corne d'or
- (de) Ali und Nino (1937) Publié en français sous le titre Ali et Nino: Une histoire d'amour, traduit par Germaine de Tonnac-Villeneuve, Paris, Robert Laffont, 1973 ; réédition dans une nouvelle traduction par Michel-François Demet, Paris, NiL édition, 2002  (ISBN 2-84111-270-5) ; réédition, Paris, J'ai lu no 7959, 2005  (ISBN 2-290-33335-2) ; réédition, Paris, Phébus, coll. « Libretto » no 616, 2018  (ISBN 978-2-36914-460-1)
- (de) Das Mädchen vom goldenen Horn (1938) Publié en français sous le titre La Fille de la Corne d'or, traduit par Odile Demange, Paris, Buchet-Chastel, 2006  (ISBN 2-283-02150-2) ; réédition, Paris, Libretto no 524, 2016  (ISBN 978-2-36914-261-4)
- (de) The Man Who Knew Nothing About Love (resté inédit, bien qu'annoncé dans le roman d’Annemarie Selinko, J'étais une fille laide, Vienne, Kirschner, 1937)[28].